# کاکل‌پیشانی پاسرخ
کاکل‌پیشانی پاسرخ (نام علمی: Cariama cristata) نام یک گونه از تیره کاکل‌پیشانیان است.

## نگارخانه

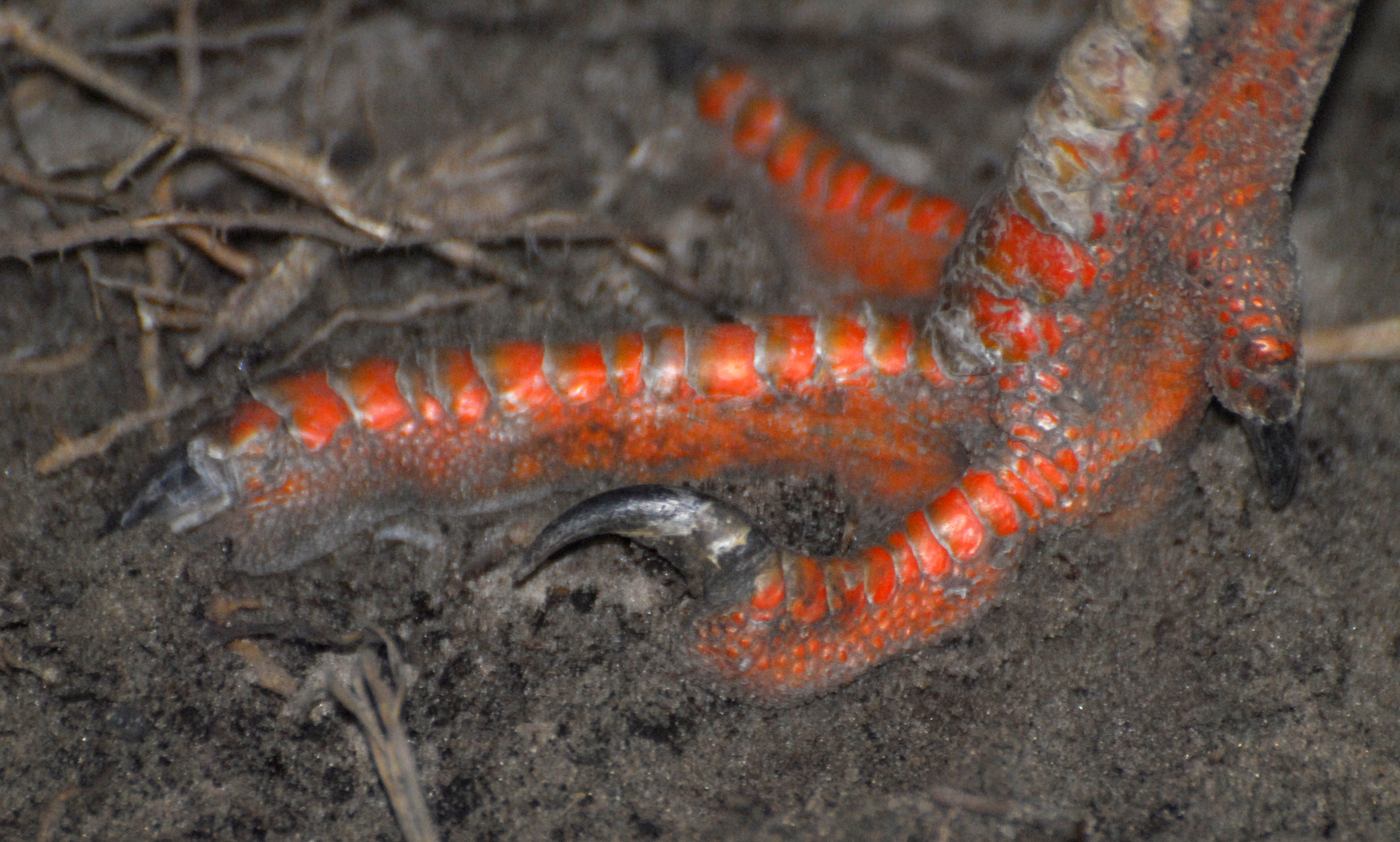
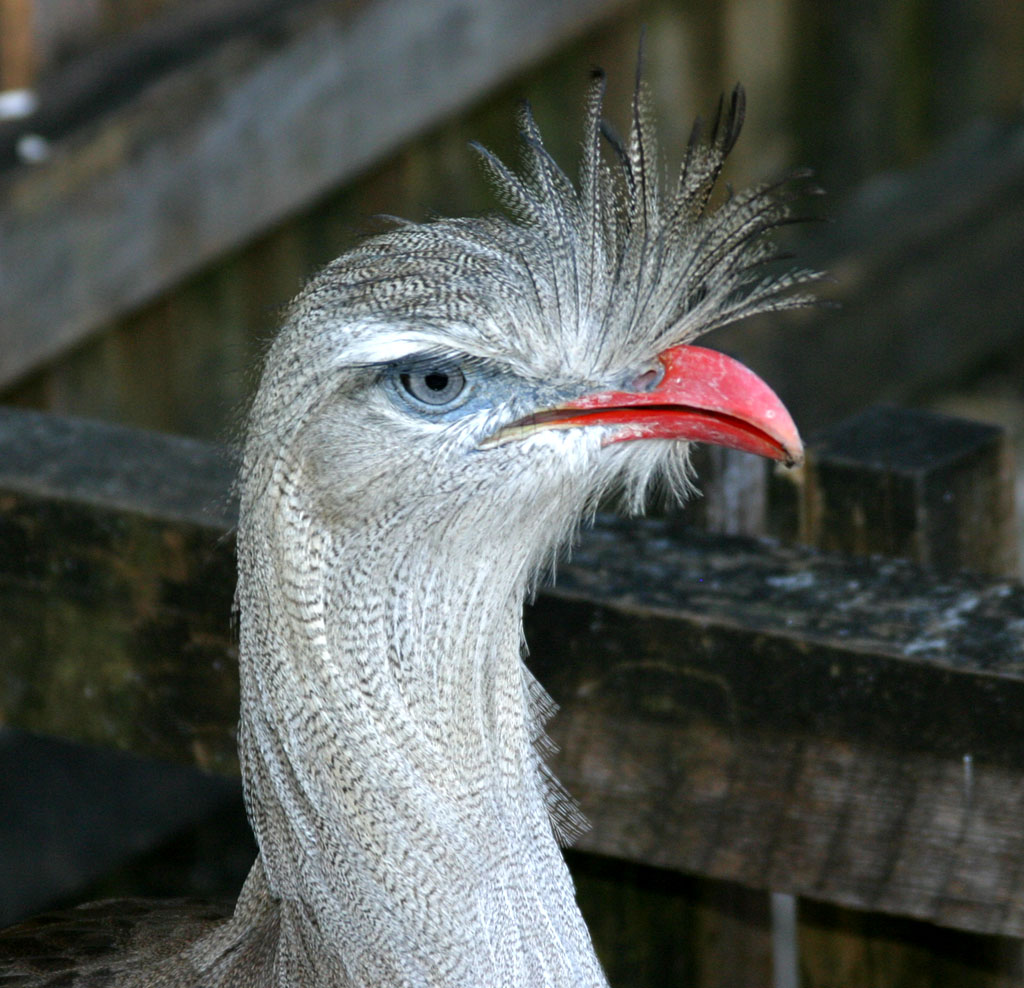
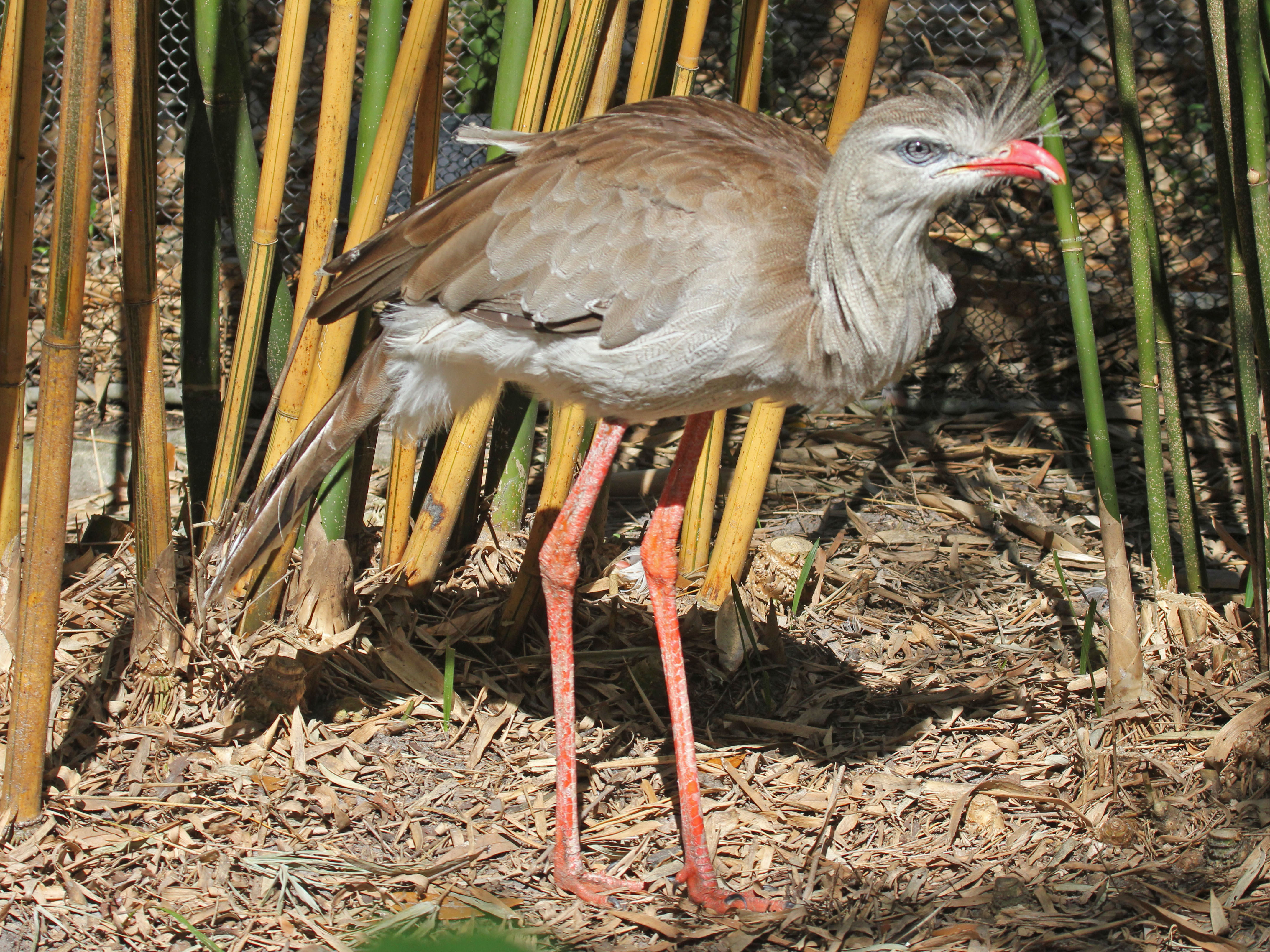
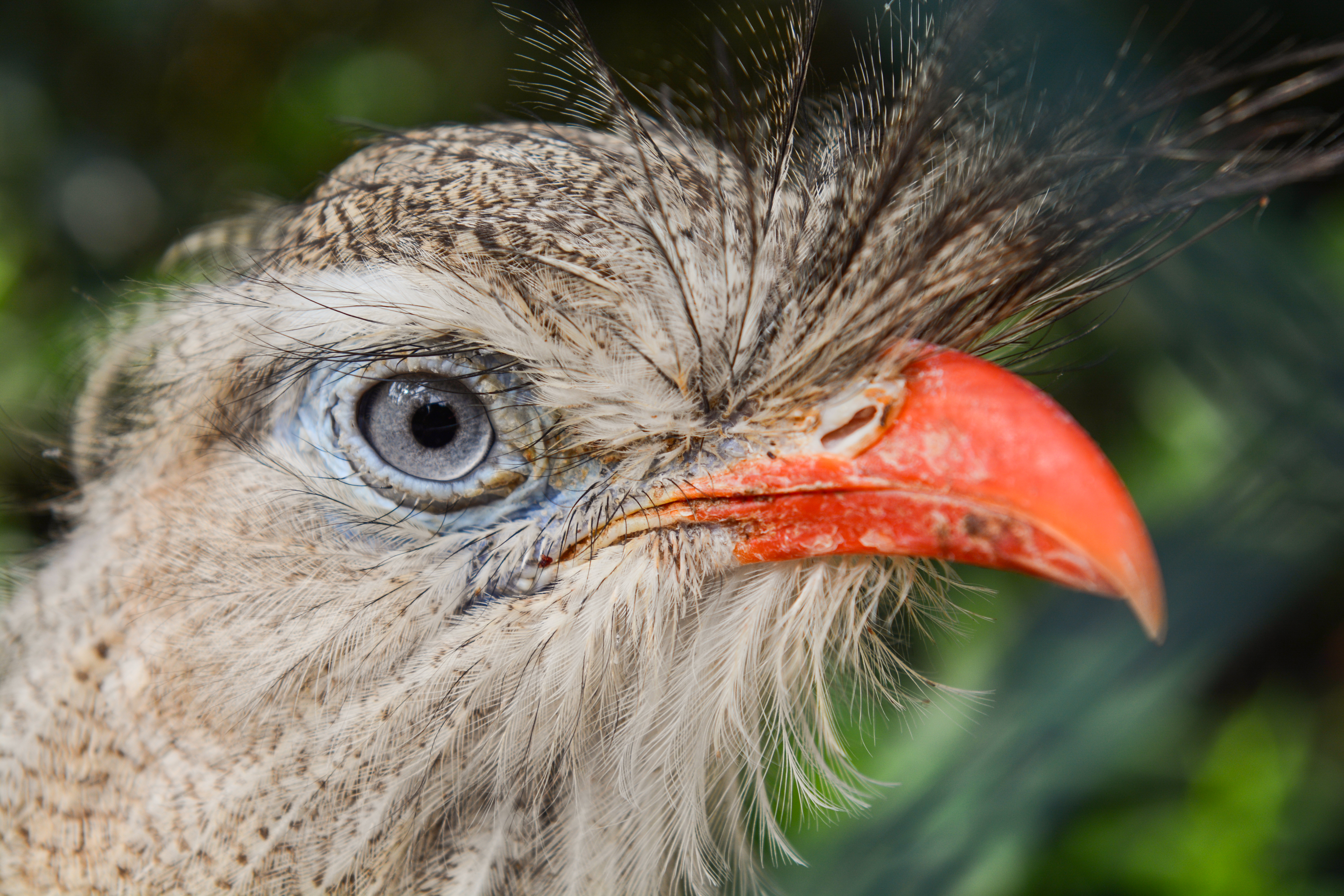
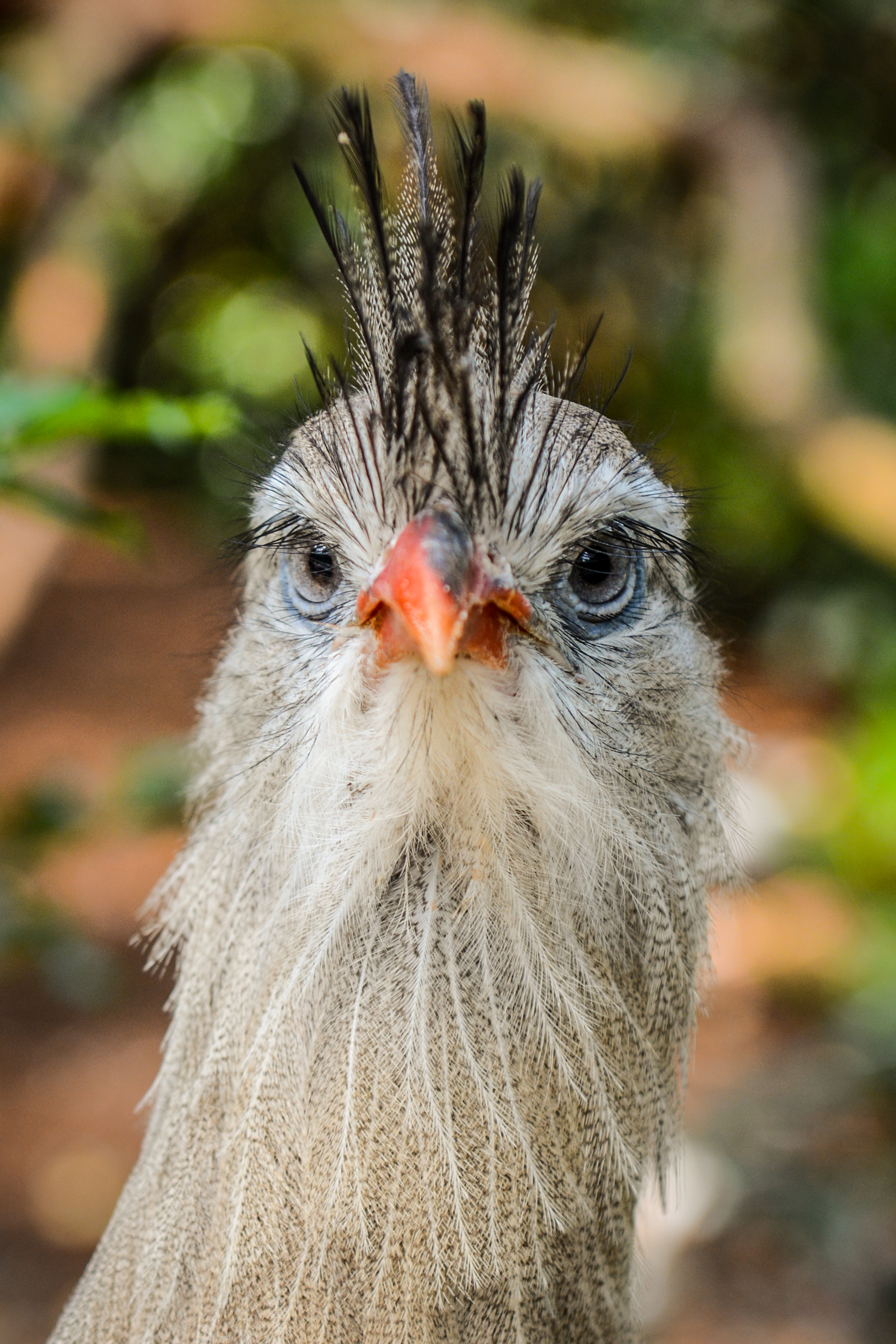
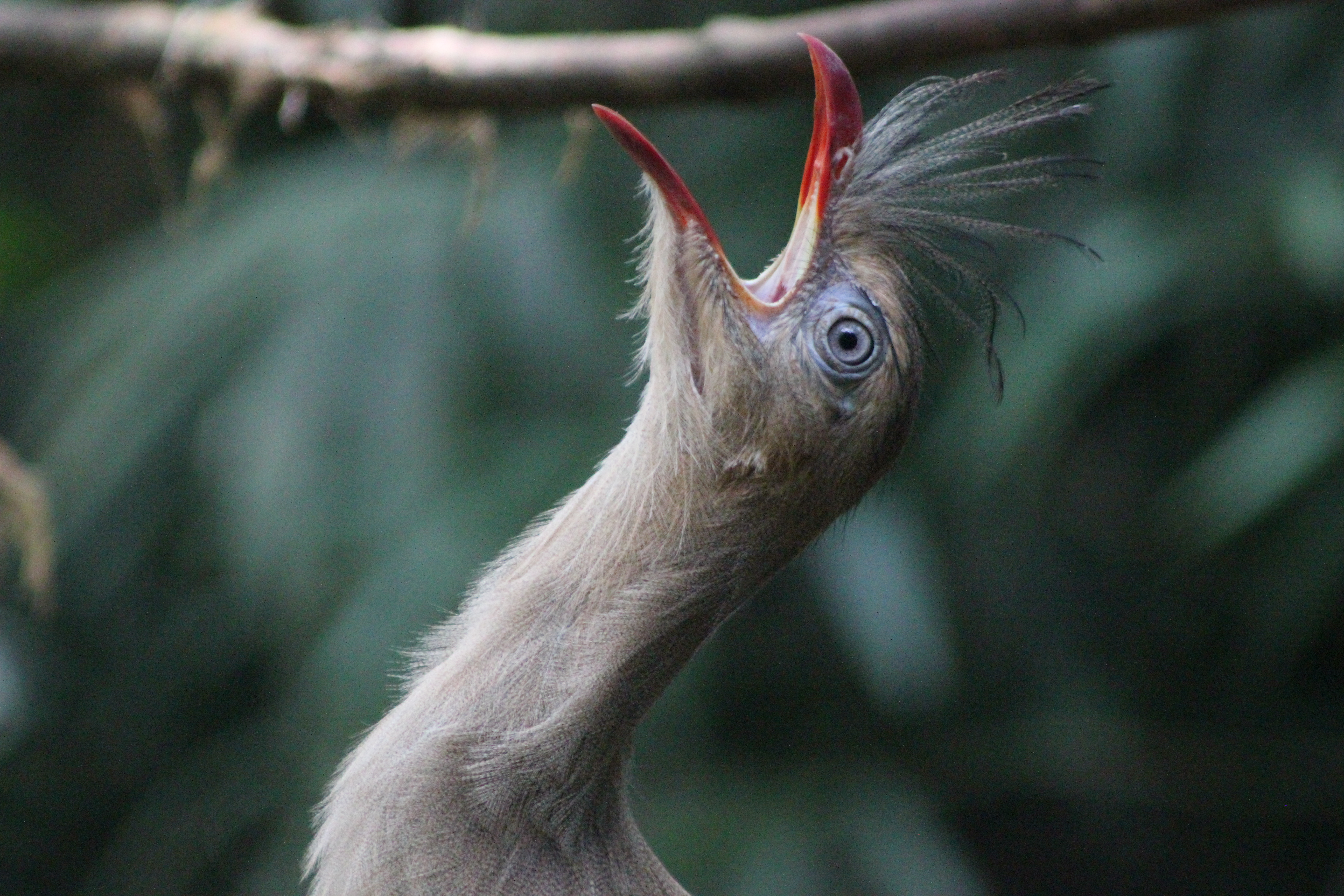